# Kinda Don’t Care
Kinda Don’t Care — четвёртый студийный альбом американского исполнителя кантри-музыки Джастина Мура, выпущенный 12 августа 2016 года на студии Valory Music Group. Диск достиг первого места в американском кантри-чарте Top Country Albums (став 3-м диском № 1 в кантри-чарте) и был на позиции № 4 в общенациональном хит-параде Billboard 200.

## История
Мур сказал в интервью журналу Rolling Stone, что «название альбома „Kinda Don’t Care“ не означает быть беззаботным или беспечным. Это означает, что людям нужно жить немного более свободно и быть верными себе». Альбом состоит из 12 треков, ещё четыре на делюкс-версии. Среди песен — лид-сингл «You Look Like I Need a Drink», и дуэт с Брэнтли Гилбертом на треке «More Middle Fingers». Трек «Hell on a Highway» изначально был предназначен для Люка Брайана, но Мур связался с Брайаном, который дал ему разрешение записать его вместо себя.
Альбом получил положительные отзывы музыкальных критиков и изданий: AllMusic.
В 2017 году обозреватель журнала Billboard Чак Дофин включил две песни с диска в свой список десяти лучших песен Мура: «You Look Like I Need a Drink» (№ 2) и «Somebody Else Will» (№ 9).
Альбом дебютировал на четвёртом месте в Billboard 200 с тиражом 42 тыс. единиц в первую неделю релиза (включая 37 тыс. копий) и на первом месте в Top Country Albums, став там третьим чарттоппером подряд. К ноябрю 2017 года было продано 134,8 тыс. копий в США.

## Список композиций
| №                   | Название                                         | Автор(ы)                                    | Длительность |
| ------------------- | ------------------------------------------------ | ------------------------------------------- | ------------ |
| 1.                  | «Robbin' Trains»                                 | Brett Beavers Deric Ruttan Josh Thompson    | 3:25         |
| 2.                  | «Put Me in a Box»                                | Erik Dylan Randy Montana                    | 2:44         |
| 3.                  | «Kinda Don't Care»                               | Rhett Akins Ross Copperman Ben Hayslip      | 4:21         |
| 4.                  | «Hell on a Highway»                              | Blake Bollinger Matt Rogers Ben Stennis     | 4:20         |
| 5.                  | «Goodbye Back»                                   | Justin Moore Copperman Jeremy Stover        | 3:13         |
| 6.                  | «You Look Like I Need a Drink»                   | Rodney Clawson Matt Dragstrem Natalie Hemby | 3:07         |
| 7.                  | «Somebody Else Will»                             | Kelly Archer Adam Hambrick Tebey Ottoh      | 2:45         |
| 8.                  | «Between You and Me»                             | Smith Ahnquist Pavel Dovgaluk CJ Solar      | 3:00         |
| 9.                  | «Got It Good»                                    | Jaren Johnston Neil Mason Stover            | 2:43         |
| 10.                 | «Rebel Kids»                                     | Dan Isbell Montana                          | 3:56         |
| 11.                 | «More Middle Fingers» (дуэт с Брэнтли Гилбертом) | Casey Beathard Monty Criswell Shane Minor   | 3:55         |
| 12.                 | «Life in the Livin'»                             | Travis Denning Jared Mullins Chris Stevens  | 3:08         |
| Общая длительность: | Общая длительность:                              | Общая длительность:                         | 40:37        |

| №                   | Название             | Автор(ы)                             | Длительность |
| ------------------- | -------------------- | ------------------------------------ | ------------ |
| 13.                 | «Middle Class Money» | Akins Marv Green Hayslip             | 3:42         |
| 14.                 | «Pick Up Lines»      | Corey Crowder Travis Denning Mullins | 3:21         |
| 15.                 | «Spendin' the Night» | Archer Andrew DeRoberts Hambrick     | 3:16         |
| 16.                 | «When I Get Home»    | Justin Moore Dean Dillon Stover      | 3:39         |
| Общая длительность: | Общая длительность:  | Общая длительность:                  | 54:39        |

## Позиции в чартах и сертификация

### Альбом
| Чарт (2016)                                    | Высшая позиция |
| ---------------------------------------------- | -------------- |
| Австралия (ARIA)                               | 61             |
| Канада (Canadian Albums Chart)                 | 15             |
| Новая Зеландия (N.Z. Heatseekers Albums, RMNZ) | 10             |
| США (Billboard 200)                            | 4              |
| США (Billboard Top Country Albums)             | 1              |

### Годовые чарты
| Чарт (2016)                         | Позиция |
| ----------------------------------- | ------- |
| США (Top Country Albums, Billboard) | 31      |

### Синглы
| Год  | Сингл                          | Высшая позиция | Высшая позиция     | Высшая позиция | Высшая позиция | Высшая позиция |
| Год  | Сингл                          | US Country     | US Country Airplay | US             | CAN Country    | CAN            |
| ---- | ------------------------------ | -------------- | ------------------ | -------------- | -------------- | -------------- |
| 2015 | «You Look Like I Need a Drink» | 12             | 1                  | 79             | 1              | —              |
| 2016 | «Somebody Else Will»           | 9              | 1                  | 59             | —              | —              |
| 2017 | «Kinda Don’t Care»             | 28             | 17                 |                |                |                |